# Митков, Асен
А́сен И́ванов Ми́тков (болг. Асен Иванов Митков; 17 февраля 2005, София) — болгарский футболист, полузащитник софийского клуба «Левски».

## Клубная карьера
Выступал за молодёжные команды «ОФК Гигант» и «Ботев». В 2019 году присоединился к футбольной академии софийского клуба «Левски». В феврале 2021 года подписал с клубом профессиональный контракт. 21 мая 2021 года дебютировал в основном составе «Левски» в матче против клуба «Черно море». 14 сентября 2023 года забил свой первый гол в матче Первой профессиональной лиги Болгарии против «Пирина».

## Карьера в сборной
Выступал за сборные Болгарии до 17, до 18, до 19 лет и до 21 года.

## Достижения
Левски
- Обладатель Кубка Болгарии: 2021/22